# لئونارد کخ
لئونارد کخ (انگلیسی: Leonard Koch؛ زادهٔ ۲۳ may ۱۹۹۵ (۲۹ سال)) بازیکن فوتبال اهل آلمان است.
از باشگاه‌هایی که در آن بازی کرده‌است می‌توان به باشگاه فوتبال یونیون برلین اشاره کرد.